# Косарев, Александр Иванович
Александр Иванович Косарев (1924—1945) — лейтенант Рабоче-крестьянской Красной Армии, участник Великой Отечественной войны, Герой Советского Союза (1945).

## Биография
Александр Косарев родился 25 декабря 1924 года в городе Колпино (ныне — в черте Санкт-Петербурга). После окончания восьми классов школы и ремесленного училища работал слесарем на Ижорском заводе. В 1942 году Косарев был призван на службу в Рабоче-крестьянскую Красную Армию. С марта того же года — на фронтах Великой Отечественной войны. В 1943 году Косарев окончил Сызранское танковое училище.
К январю 1945 года лейтенант Александр Косарев командовал самоходной артиллерийской установкой «СУ-76» 8-й самоходно-артиллерийской бригады 5-й гвардейской армии 1-го Украинского фронта. Отличился во время форсирования Одера. 25 января 1945 года батарея Косарева переправилась через Одер в районе населённого пункта Эйзенау в 8 километрах к северо-западу от Ополе и приняла активное участие в боях на плацдарме на его западном берегу. Расчёт Косарева отразил большое количество немецких контратак. 26 января 1945 года Косарев погиб в бою. Похоронен в населённом пункте Вальхов в Польше.
Указом Президиума Верховного Совета СССР от 27 июня 1945 года за «мужество и героизм, проявленные при форсировании реки Одер и в боях на захваченном плацдарме», лейтенант Александр Косарев посмертно был удостоен высокого звания Героя Советского Союза. Также был награждён орденами Ленина, Отечественной войны 1-й и 2-й степеней, Красной Звезды.